# Zbiornik przeciwpożarowy

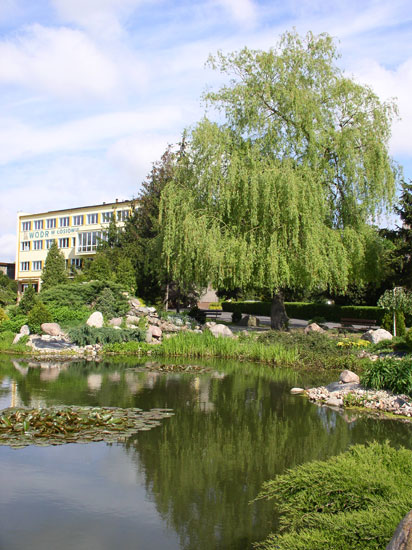
Łosiów OODR. Przykład ekologicznego wykorzystania niepotrzebnego zbiornika przeciwpożarowego

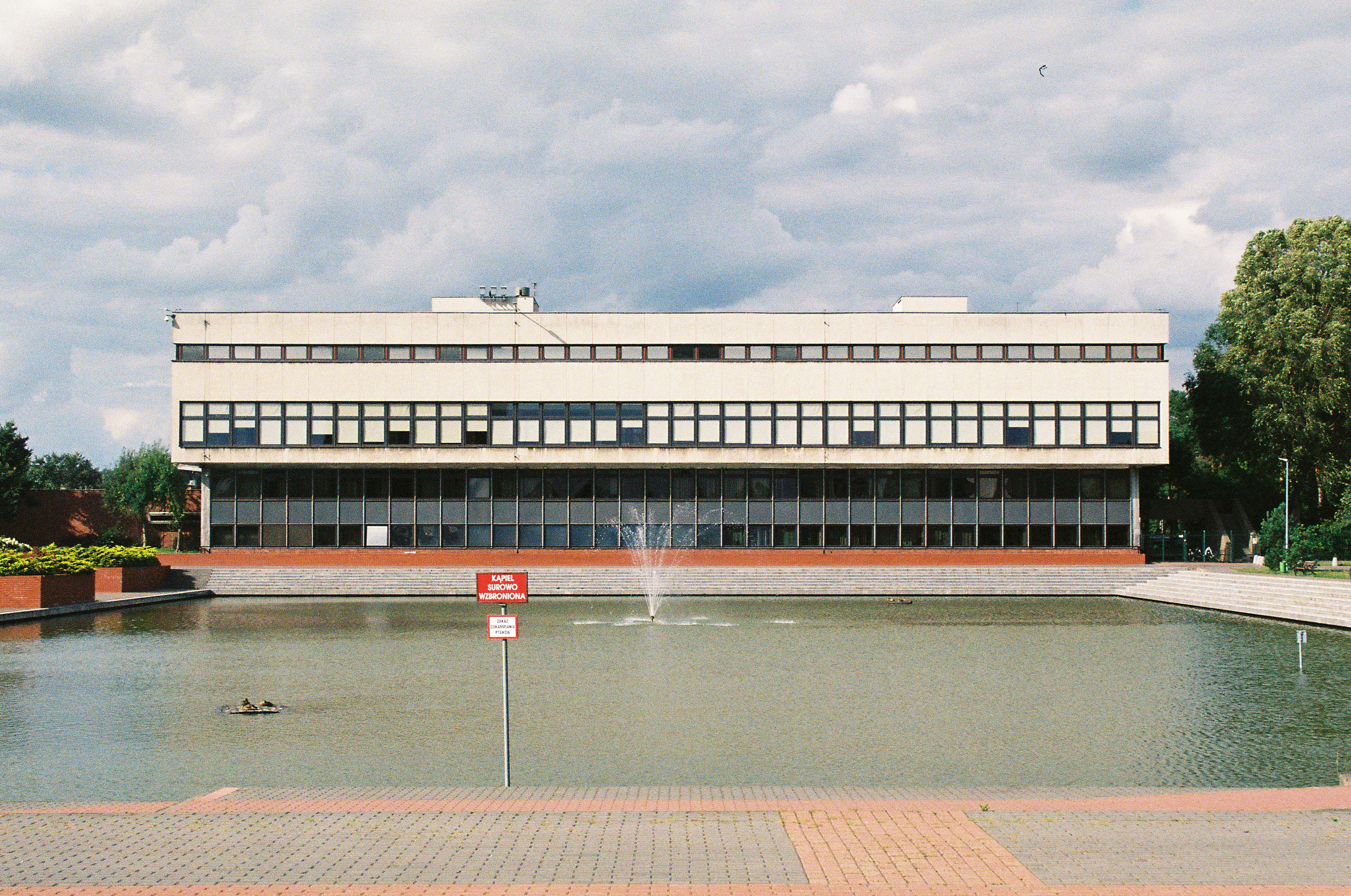
Zbiornik przeciwpożarowy na terenie Miasteczka Uniwersyteckiego w Toruniu

Zbiornik przeciwpożarowy – zwykle wielkogabarytowy rezerwuar na wodę profilaktycznie zgromadzoną do gaszenia pożaru.
Początek zbiornikom przeciwpożarowym dały sadzawki kopane wśród zabudowy folwarcznej, służące jako poidła dla zwierząt gospodarskich oraz do hodowli karpi. W razie pożaru z takiej sadzawki można było czerpać wodę przy pomocy skórzanych lub klepkowych wiader. W XIX w. najpierw w miastach, a później na uwłaszczonych wsiach powstały oddziały straży pożarnej gaszące pożary na terenie całej miejscowości. Na potrzeby ręcznych sikawek i pomp wodę dowożono w beczkach, a te trzeba było szybko napełniać. Tam, gdzie w pobliżu nie było rzeki lub innego naturalnego zbiornika wody, budowano zbiorniki przeciwpożarowe. Ich budowa, początkowo dobrowolna (zarządzały ją rady miejskie), wkrótce według przepisów państwowych stała się przymusowa. Często ich powstanie wspierały też firmy ubezpieczające gospodarstwa na wypadek pożaru. Zbiorniki starano się lokalizować gdzieś w środku zabudowy, w pobliżu remizy strażackiej. Były to prostopadłościenne zagłębienia terenu,  stromo obmurowane z trzech stron, natomiast czwarta, od strony umożliwiającej dojazd, miała schodki pozwalające na łatwy dostęp do wody (beczki napełniano ręcznie). 
Od kiedy pojawiły się pompy napędzane silnikiem spalinowym  i aby nabrać wody do cysterny  wystarczyło do zbiornika przeciwpożarowego wrzucić wąż ssawny, wszystkie ściany mogły być wykonane stromo. Takie zbiorniki ze względów bezpieczeństwa wkrótce nakazano ogrodzić. Zamiast tego, ściany nowszych konstrukcji profilowano skośnie co ułatwiło użycie betonu (XX w.).  Głównie w latach 80. XX w. wraz z budową wiejskich wodociągów ustawiono przeciwpożarowe hydranty. Zbędne i niekonserwowane zbiorniki przeciwpożarowe zaczęły popadać w ruinę i stały się zbiornikami śmieci. Ich większość została już zasypana w latach 90. XX  w. Taki zbiornik może zostać przerobiony (głównie chodzi o spłycenie i zlikwidowanie stromizn) na centralny punkt parku wiejskiego, urozmaicający okolicę i zwiększający różnorodność biologiczną. Za wzorzec w tym względzie może służyć teren OODR (Opolski Ośrodek Doradztwa Rolniczego w Łosiowie).  
W suchych i odludnych kompleksach leśnych takie tradycyjne ziemne zbiorniki przeciwpożarowe buduje się także i dziś. Aby zapobiec stratom wody, dno tych zbiorników uszczelnia się folią. Lasy Państwowe przy gaszeniu pożarów w miejscach niedostępnych chętnie korzystają z pomocy lotnictwa. Śmigłowiec PZL-Sokół może być wyposażony w zbiornik przeciwpożarowy o pojemności 1500 litrów  podwieszany na linach ("Bambi Bucket") lub zbiornik tej samej pojemności podwieszany bezpośrednio pod kadłubem. Umożliwia on pobieranie wody  nawet ze zbiorników o głębokości  30 cm.
W miastach o zabudowie wysokiej, gdzie dostępne pompy nie były w stanie zapewnić odpowiedniej ilości wody i ciśnienia, zbiorniki przeciwpożarowe lokalizowano na ostatnim piętrze budynku. Przykładem budynku z tak zlokalizowanym zbiornikiem przeciwpożarowym może być zabytkowa przędzalnia Poznańskiego w Łodzi przy ul. Ogrodowej. Dawny zbiornik o wymiarach 8 x 20 x 1,5 m otrzyma nowe ścianki ze stali i zostanie przekształcony w basen kąpielowy.
Nowoczesne zbiorniki przeciwpożarowe w obiektach przemysłowych lub zabytkowych są szczelnie przykryte (brak słońca wyklucza rozwój glonów i utrudnia dostawanie się zanieczyszczeń), mają kształt walca i wykonane są z ocynkowanej stali. Mogą być budowane jako wolnostojące lub wewnątrz budynku, pod ziemią i na ziemi. Prócz rur napełniających oraz umożliwiających czerpanie wody zbiorniki są zaopatrzone w wodowskazy lub czujniki poziomu wody oraz  automatyczne podgrzewacze zabezpieczające wodę przed zamarznięciem. Sam zbiornik (w Polsce produkuje się zbiorniki o pojemności do 2600 m³) zwykle bywa na stałe podłączony do systemu zraszaczy uruchamianych bez udziału człowieka przez czujki dymowe lub do tradycyjnych hydrantów.